# Estación de Tarragona
Tarragona es la principal estación de ferrocarril de la ciudad española de Tarragona, en la provincia homónima, comunidad autónoma de Cataluña.
En 2010 sus servicios de Larga y Media Distancia fueron utilizados por cerca de 2 millones de pasajeros. Dispone también de un elevado tráfico de mercancías debido a su proximidad con el puerto de Tarragona. Por su parte, los trenes de alta velocidad así como los Euromed y los Trenhotel no circulan por ella, sino que lo hacen por la estación de Campo de Tarragona situada a unos 10 km de la ciudad.

## Situación ferroviaria
La estación que se encuentra a 7,17 metros de altitud forma parte de los trazados de las siguientes líneas férreas:
- Línea férrea de ancho ibérico entre Zaragoza-Miraflores y Tarragona por Reus, punto kilométrico, 103,5.[3] Se toma como kilómetro cero en Lérida Pirineos.
- Línea férrea de ancho ibérico entre Valencia y San Vicente de Calders, punto kilométrico, 275,6, donde se inicia el kilometraje hasta Vilafranca, Barcelona, Granollers y Portbou[3]

## Historia
La primera estación de ferrocarril de Tarragona se inauguró el 16 de septiembre de 1856 con la apertura del tramo Tarragona-Reus de la línea férrea que pretendía unir Tarragona con Lérida por parte de la compañía del Ferrocarril de Tarragona a Reus. Deficitaria la línea fue adquirida por la Compañía General de Crédito de España en 1857 la cual creó para su gestión en 1862 la Compañía del Ferrocarril de Lérida a Reus y Tarragona con el propósito de extender la línea hasta Lérida algo que lograría en 1879.
En 1865, la Sociedad de los Ferrocarriles de Almansa a Valencia y Tarragona o AVT que previamente y bajo otros nombres había logrado unir Valencia con Almansa alcanzó la ciudad desde el sur. Ese mismo año la sociedad de los Ferrocarriles de Tarragona a Martorell y Barcelona abrió al tráfico el tramo Martorell-Tarragona que buscaba conectar Tarragona con Barcelona por el interior de Cataluña.
Todas estas compañías acabarían, entre 1884 y 1880, absorbidas por Norte quien gestionaría la estación hasta que en 1941 se decretó la nacionalización del ferrocarril en España y todas las compañías privadas existentes pasaron a formar parte de la recién creada RENFE. 
Desde el 31 de diciembre de 2004 Renfe Operadora explota la línea mientras que Adif es la titular de las instalaciones ferroviarias.

## La estación

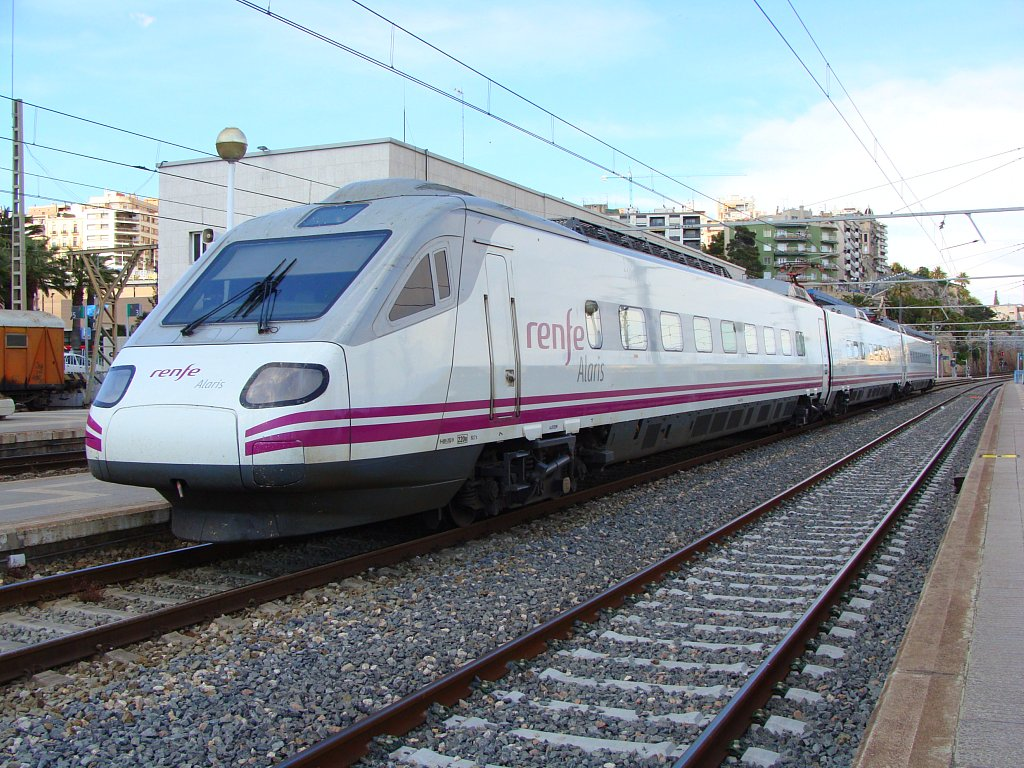
Un tren Alaris haciendo su parada en la vía 4. (2009)

El edificio para viajeros es una amplia estructura de base rectangular y dos altura de corte funcional que no se corresponde con el edificio original. 
Dispone de diez vías, de las cuales dos son muertas (vía 3 y 5). A las mismas acceden un andén lateral y dos centrales. Los cambios de uno a otro se realizan gracias a un paso subterráneo. Cuenta con sala de espera, venta de billetes, cafetería, quiosco de prensa y punto de atención al cliente. En el exterior existe un aparcamiento habilitado.
Entre el agosto de 2016 y el abril de 2018 la estación fue remodelada y accesible para PMR.

### Uso de vías
- Vía 1: Cercanías de la línea RT2 hacia Salou-Port Aventura, Regionales con destino Lérida, Caspe, Ribarroja de Ebro, Zaragoza-Delicias, Tortosa, Valencia-Estación del Norte, Salou-Port Aventura, y demás, y trenes Intercity con destino Valencia, Alicante, Murcia, Cartagena, Lorca, etc.
- Vía 2: Cercanías de la línea RT2 hacia Arbós y trenes de Media Distancia e Intercity con destino Barcelona Sants o la Estación de Francia.
- Vías 3-5: Regional con destino La Plana-Picamoixons y Salou-Port Aventura (todos estos trenes inician su recorrido en esta estación).
- Vías 4-6: Regional con destino Salou-Port Aventura (inicia recorrido en esta estación), vías también utilizadas mientras la vía 2 está ocupada.
- Vías 8-10-12-14: No prestan servicio al no tener andén.

## Servicios ferroviarios

### Larga Distancia
Los servicios de Larga Distancia conectan Tarragona con Valencia, Alicante, Andalucía, y la Región de Murcia. Se usan para ello trenes Intercity -anteriormente también Talgo,  Alvia, Alaris, Arco, Estrella, Euromed y Trenhotel- que aprovechan el corredor del Mediterráneo para alcanzar velocidades máximas cercanas a los 220 kilómetros por hora. Los trayectos nocturnos, antaño posibles gracias al Estrella Costa Brava (Portbou / Barcelona Sants - Madrid Chamartín), al Trenhotel Alhambra (Barcelona Sants - Málaga María Zambrano / Granada), y al Estrella Galicia (Barcelona Sants - La Coruña / Vigo Guixar), entre otros, dejaron de circular por la estación para circular por Campo de Tarragona, en la LAV. Además, el Talgo Mare Nostrum permitía (hasta diciembre de 2013) viajar hasta el sur de Francia. A día de hoy, este tren finaliza su recorrido en Barcelona Sants. El recorrido más extenso que actualmente transcurre por la estación es el Talgo Torre del Oro, que une las estaciones de Sevilla Santa Justa y Barcelona Estación de Francia por Valencia, Albacete y Córdoba, con enlaces a Badajoz, Granada, Almería y Málaga. 

### Media Distancia
Tarragona dispone de amplios servicios de Media Distancia con trenes que conectan con la mayoría de los principales núcleos urbanos de Cataluña además de conexiones con Valencia, Lérida y Zaragoza.

### Cercanías
Con la clausura de la línea RT1, los servicios ferroviarios se llevan a cabo mediante trenes regionales y la línea RT2 de Cercanías del Campo de Tarragona.